# 中谷弘
中谷 弘（なかたに ひろし、1967年6月5日 -2021年 ）は、兵庫県出身の、日本の柔道選手である。階級は95kg超級。現役時代は身長183cm。体重118kg。

## 経歴
荒井中学3年の時には全国中学校柔道大会の団体戦決勝で弦巻中学と対戦すると、代表戦で相手エースの小兵である古賀稔彦に内股で一本勝ちしてチームを優勝に導いた。天理高校へ進むと、1年の時に全国高校選手権の団体戦で優勝した。2年の時にはインターハイ団体戦で優勝を飾った。3年の時にはインターハイ団体戦で3位にとどまったが、個人戦重量級では決勝トーナメントに入ってから八王子高校3年の小川直也を破ると、決勝でも日大三島高校3年の秋山勝彦に勝利して優勝を飾った。
1986年には天理大学へ進学すると、1年の時には講道館杯の95kg超級で3位となった
。優勝大会では1年生ながらチームの優勝に貢献した。2年の優勝大会では2位にとどまると、無差別で争われる全日本学生選手権でも決勝で大学の1年先輩である中林千春に敗れて2位だった。3年の時には優勝大会で再び優勝を飾るも、4年の時には3位だった。
1990年には新日鉄広畑の所属となると、1991年の全日本選手権では準決勝でJRAの小川直也に崩上四方固で敗れたが3位入賞を果たした。体重別では決勝で東洋水産の関根英之に敗れて2位だった。ホノルルで開催された環太平洋柔道選手権大会では優勝を飾った。1992年の講道館杯では決勝で旭化成の下出善紀に敗れた。1994年の実業個人選手権では3位となった。

## 戦績
(階級表記のない大会は全て95kg超級での成績)
- 1982年 -　全国中学校柔道大会　団体戦　優勝
- 1984年 -　全国高校選手権　団体戦　優勝
- 1984年 -　インターハイ　団体戦　優勝
- 1985年 -　インターハイ　個人戦　重量級　優勝　団体戦　3位
- 1986年 -　講道館杯　3位
- 1986年 -　優勝大会　優勝
- 1987年 -　優勝大会　2位
- 1987年 -　全日本学生選手権　無差別　2位
- 1988年 -　優勝大会　優勝
- 1989年 -　優勝大会　3位
- 1991年 -　全日本選手権　3位
- 1991年 -　体重別　2位
- 1991年 -　環太平洋柔道選手権大会　優勝
- 1992年 -　講道館杯　2位
- 1994年 -　実業個人選手権　3位

(出典、JudoInside.com)。